# Huernia levyi
Huernia levyi är en oleanderväxtart som beskrevs av Anna Amelia Obermeyer. Huernia levyi ingår i släktet Huernia och familjen oleanderväxter. Inga underarter finns listade i Catalogue of Life.